# Таї (національний парк)
Національний парк Таї (фр. Parc national de Taï) — національний парк, що містить одну з останніх ділянок первинного тропічного лісу Західної Африки. В 1982 році парк був включений до списку Світової спадщини за багатство своїх флори й фауни, особливо видів, що знаходяться під загрозою (тут водиться, наприклад, карликовий бегемот). Парк вкриває територію в 3 300 км² та 200 км² буферної зони, шириною до 396 м.

## Історія
У 1926 році, коли Кот-д'Івуар був французькою колонією, тут був утворений природний резерват площею 5603 км². Потім територія багато разів змінювала статус, поки в 1972 році тут не був утворений національний парк указом президента Кот-д'Івуару. Площа парку в результаті склала 3500 км. У тому ж році з парку було виділено природний резерват НЗО площею 723 км². У 1973 році ще 200 км² були виведені зі складу національного парку і передані резервату. У 1996 році навколо парку була утворена буферна зона площею 960 км², в якій поступово була припинена вся господарська діяльність. У 2006 році резерват був знову включений до складу національного парку Таї.
У 1978 році парк був оголошений біосферним резерватом в рамках програми ЮНЕСКО «Людина і біосфера». Парк істотно постраждав під час громадянської війни в країні 2002-2007 років, коли в парку стали селитися біженці, а також істотно збільшився розмах браконьєрства.

## Географія
Парк знаходиться на висоті від 80 до 396 м, найвища точка - гора Ніенокуе. Він розташований на плато, пересіченому декількома глибокими долинами. Весь водостік з парку відбувається в басейн річки Каваллі, рівень води істотно залежить від пори року. На південному заході парку є болота.
Парк є останнім великим залишком Верхньо-Гвінейській сельви, колись займали території сучасних Гани, Того, Кот-д`Івуар, Ліберії, Гвінеї і Гвінеї-Бісау. Близько 90% тропічних лісів Кот-д'Івуару були знищені в останні 50 років. На території парку ростуть 1300 видів вищих рослин, з яких близько 50 ендемічних. З ссавців в парку зустрічаються одинадцять видів мавп, в тому числі шимпанзе і кілька видів мавп, карликовий бегемот, бонго, африканський буйвол, кілька видів дукерів. Поголів'я слонів становить близько 750 особин